# Diplosoma virens
Diplosoma virens är en sjöpungsart som först beskrevs av Hartmeyer 1909.  Diplosoma virens ingår i släktet Diplosoma och familjen Didemnidae. Inga underarter finns listade i Catalogue of Life.